# Spejdernes Lejr
Spejdernes Lejr er en tilbagevendende lejr blandt spejderbevægelsen i Danmark, der finder sted hvert fjerde eller femte år. Den er planlagt af de fem korps tilknyttet WOSM og WAGGGS: Det Danske Spejderkorps, De grønne pigespejdere, KFUM-Spejderne, Danske Baptisters Spejderkorps og Dansk Spejderkorps Sydslesvig. Lejren i sig selv har hidtil været af størrelsesorden 35-40.000 spejdere, både danske og udenlandske. Det gør lejrene til de største spejderlejre afholdt på dansk grund nogensinde.
Den første Spejdernes Lejr blev afholdt 21. til 29. juli 2012 ved Holstebro, mens den anden lejr blev afviklet 22. til 30. juli 2017 på Kær Vestermark lige nord for Sønderborg. Inden Spejdernes Lejr havde området været øvelsesterræn for Sønderborg Kaserne, og efter lejren er pladsen blevet omdannet til koncertområde, idet lejrens store scene er blevet bevaret.
I 2018 offentliggjorde de fem spejderkorps, at man fortsat ville afholde Spejdernes Lejr i fællesskab, hvad indtil da havde været under debat. Den tredje lejr blev afholdt i 2022 fra den 23. til 31. juli. Den foregik i det rekreative område Hedeland som et samarbejde mellem Roskilde, Høje-Taastrup og Greve kommuner. Aftalen mellem dem betød, at hver kommune bidrog med fire mio. DKK, mens I/S Hedeland selv bidrog med 3 mio. DKK. Pengene blev til dels brugt på blivende installationer i Hedeland, eksempelvis vandforsyning og kloakering. Der var 32.000 deltagere, mens 50.000 kom for at besøge lejren. Trafikken blev blandt andet varetaget af Hedelands Veteranbane, der kørte med fyldte tog ugen igennem.
Den fjerde lejr bliver afholdt 18. til 26. juli 2026 i Hedeland i samarbejde med Roskilde og Høje-Taastrup Kommuner. De to kommuner bidrager med fire mio. kr. hver. At lejren ikke bliver afholdt i 2027, som det ville være naturligt efter det hidtidige mønster, skyldes at der er verdensjamboree (verdensspejderlejr) i Gdansk det år.
Den femte lejr bliver afholdt i Silkeborg Kommune i 2030. Ved annonceringen 3. juli 2024 var den præcise placering endnu ikke afgjort, men man regnede med området ved Eriksborg nord for Silkeborg. Den valgte lejrplads skal desuden bruges, når den danske spejderbevægelse skal afholde verdensjamboree i 2031.